# Liste der Biografien/Peter, H
Liste der Biografien |
Portal Biografien |
H Personensuche
# |
A |
B |
C |
D |
E |
F |
G |
H |
I |
J |
K |
L |
M |
N |
O |
P |
Q |
R |
S |
T |
U |
V |
W |
X |
Y |
Z |
?
 
Pa |
Pc |
Pe |
Pf |
Ph |
Pi |
Pj |
Pk |
Pl |
Pm |
Pn |
Po |
Pr |
Ps |
Pt |
Pu |
Pv |
Pw |
Py
 
Pea |
Peb |
Pec |
Ped |
Pee |
Pef |
Peg |
Peh |
Pei |
Pej |
Pek |
Pel |
Pem |
Pen |
Peo |
Pep |
Peq |
Per |
Pes |
Pet |
Peu |
Pev |
Pew |
Pex |
Pey |
Pez
 
Peta |
Petc |
Pete |
Peth |
Peti |
Petj |
Petk |
Petl |
Petm |
Peto |
Petr |
Pets |
Pett |
Petu |
Petw |
Pety |
Petz
 
Petea |
Petec |
Petei |
Petek |
Petel |
Peten |
Peter |
Petes
 
Peter, A |
Peter, B |
Peter, C |
Peter, D |
Peter, E |
Peter, F |
Peter, G |
Peter, H |
Peter, I |
Peter, J |
Peter, K |
Peter, L |
Peter, M |
Peter, N |
Peter, O |
Peter, P |
Peter, R |
Peter, S |
Peter, T |
Peter, U |
Peter, V |
Peter, W |
Peter, Y |
Peter, Z |
Petera |
Peterb |
Peterd |
Petere |
Peterf |
Peterh |
Peteri |
Peterk |
Peterl |
Peterm |
Petern |
Peters |
Petery |
Peterz
Die Liste der Biografien führt alle Personen auf, die in der deutschsprachigen Wikipedia einen Artikel haben. Dieses ist eine Teilliste mit 16 Einträgen von Personen, deren Namen mit den Buchstaben „Peter, H“ beginnt.

## Peter, H
- Peter, H A (1904–1977), österreichisch-schwedischer Komponist und Musiker

### Peter, Ha
- Peter, Hans (1898–1959), deutscher Ökonom
- Peter, Hans (1923–1985), Schweizer Rechtswissenschaftler und Politiker (SP)
- Peter, Hans-Hartmut (* 1942), deutscher Rheumatologe, Immunologe und Hochschullehrer
- Peter, Hans-Rolf (1926–2020), deutscher Maler

### Peter, He
- Peter, Heinrich (1801–1877), deutscher Bürgermeister und Mitglied der kurhessischen Ständeversammlung
- Peter, Heinrich (* 1910), deutscher Hockeyspieler
- Peter, Heinz (1924–1993), deutscher Lithograf, Radierer, Zeichner und Maler
- Peter, Helmut (* 1948), österreichischer Hotelier und Politiker (FPÖ, LIF), Abgeordneter zum Nationalrat
- Peter, Helwin (* 1941), deutscher Politiker (SPD), MdB, MdEP
- Peter, Herbert (1921–2000), deutscher Politiker (NPD), MdL
- Peter, Herbert (1926–2010), deutscher Kirchenmusiker
- Peter, Hermann (1837–1914), deutscher Klassischer Philologe und Gymnasiallehrer
- Peter, Hermann (1871–1930), Schweizer Bildhauer und Medailleur

### Peter, Ho
- Peter, Horst (1937–2012), deutscher Politiker (SPD), MdB
- Peter, Horst (* 1946), deutscher Volleyballspieler